# Grzegorz Tomasiewicz
Grzegorz Tomasiewicz (Jaworzno, 1996. május 5. –) lengyel korosztályos válogatott labdarúgó, a Piast Gliwice középpályása.

## Pályafutása

### Klubcsapatokban
Tomasiewicz a lengyelországi Jaworzno városában született. Az ifjúsági pályafutását a Szczakowianka Jaworzno, a MCKiS Sokół Jaworzno és a Ruch Chorzów csapatában kezdte, majd a Legia Warszawa akadémiájánál folytatta.
2015-ben mutatkozott be az Arka Gdynia másodosztályban szereplő felnőtt keretében. 2016 és 2018 között a Pogoń Siedlce csapatát erősítette kölcsönben. 2018-ban a Stal Mielechez igazolt. A 2019–20-as szezonban feljutottak az Ekstraklasába. 2022. július 1-jén kétéves szerződést kötött a Piast Gliwice együttesével. Először a 2022. július 16-ai, Jagiellonia Białystok ellen 2–0-ra elvesztett mérkőzésen lépett pályára. Első gólját 2023. február 25-én, a Cracovia ellen hazai pályán 2–1-es győzelemmel zárult találkozón szerezte meg.

### A válogatottban
Tomasiewicz az U15-östől az U20-asig minden korosztályos válogatottban képviselte Lengyelországot.

## Statisztikák
2023. március 12. szerint
| Klub                       | Szezon   | Osztály     | Bajnokság | Bajnokság | Kupa és Ligakupa | Kupa és Ligakupa | Nemzetközi | Nemzetközi | Összesen | Összesen |
| Klub                       | Szezon   | Osztály     | Meccs     | Gól       | Meccs            | Gól              | Meccs      | Gól        | Meccs    | Gól      |
| -------------------------- | -------- | ----------- | --------- | --------- | ---------------- | ---------------- | ---------- | ---------- | -------- | -------- |
| Arka Gdynia                | 2014–15  | I Liga      | 3         | 0         | 0                | 0                | —          | —          | 3        | 0        |
| Arka Gdynia                | 2015–16  | I Liga      | 15        | 1         | 0                | 0                | —          | —          | 15       | 1        |
| Arka Gdynia                | Összesen | Összesen    | 18        | 1         | 0                | 0                | 0          | 0          | 18       | 1        |
| Pogoń Siedlce (kölcsönben) | 2016–17  | I Liga      | 33        | 4         | 2                | 2                | —          | —          | 35       | 6        |
| Pogoń Siedlce (kölcsönben) | 2017–18  | I Liga      | 35        | 6         | 1                | 1                | —          | —          | 36       | 7        |
| Pogoń Siedlce (kölcsönben) | Összesen | Összesen    | 68        | 10        | 3                | 3                | 0          | 0          | 71       | 13       |
| Stal Mielec                | 2018–19  | I Liga      | 32        | 5         | 0                | 0                | —          | —          | 32       | 5        |
| Stal Mielec                | 2019–20  | I Liga      | 34        | 3         | 3                | 0                | —          | —          | 37       | 3        |
| Stal Mielec                | 2020–21  | Ekstraklasa | 29        | 3         | 0                | 0                | —          | —          | 29       | 3        |
| Stal Mielec                | 2021–22  | Ekstraklasa | 33        | 8         | 1                | 0                | —          | —          | 34       | 8        |
| Stal Mielec                | Összesen | Összesen    | 128       | 19        | 4                | 0                | 0          | 0          | 132      | 19       |
| Piast Gliwice              | 2022–23  | Ekstraklasa | 23        | 1         | 3                | 0                | —          | —          | 26       | 1        |
| Összesen                   | Összesen | Összesen    | 237       | 31        | 10               | 3                | 0          | 0          | 247      | 34       |

## Sikerei, díjai
Arka Gdynia
- I Liga
  - Feljutó (1): 2015–16

Stal Mielec
- I Liga
  - Feljutó (1): 2019–20